# Opuntia maxima
Opuntia maxima o Opuntia amyclaea es una especie perteneciente a la familia Cactaceae nativa de México.

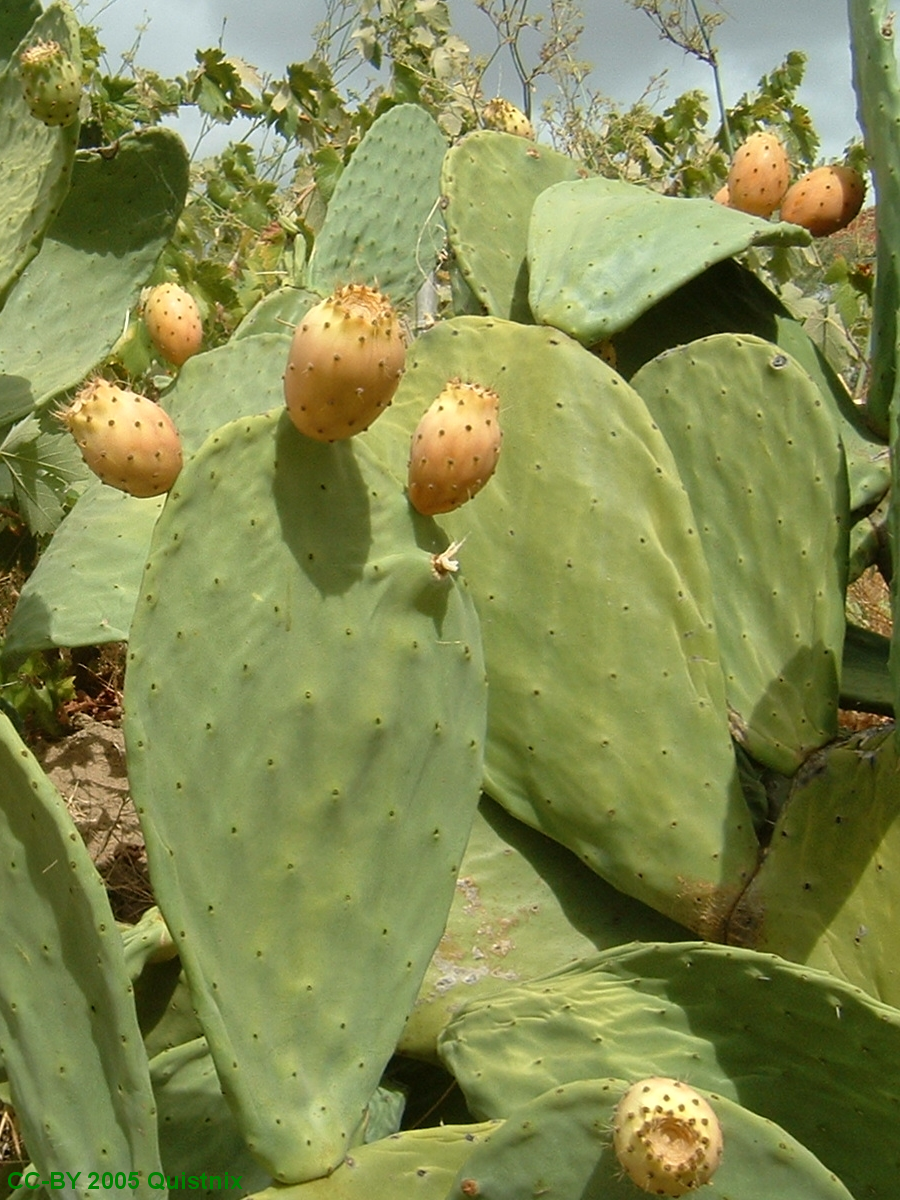
Vista de la planta

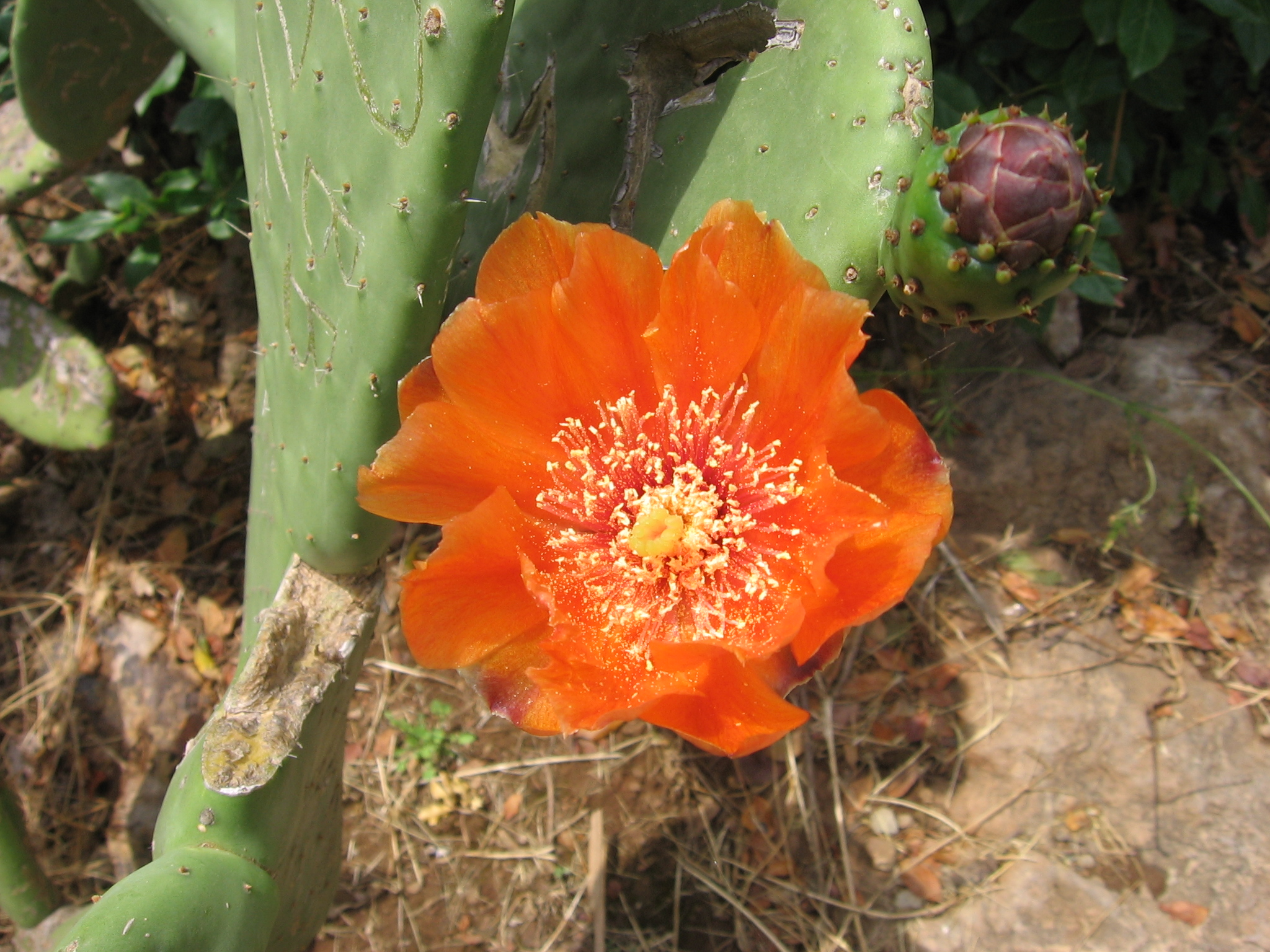
Chumbera

## Características
Opuntia maxima es un arbusto de color glauco verde oscuro, con secciones gruesas, oblongas a elípticas de 30 a 40 cm de largo. Las rudimentarias hojas miden hasta 4 milímetros de largo. Las pequeñas areolas están con uno o dos cerdas cortas y frágiles  gloquidios de color marrón. Las uno a cuatro duras espinas, extendidas, en forma casi vertical sobresalen y son blancas y por lo general de menos de 3 centímetros. Las flores son de color amarillo y el fruto no es jugoso.

## Hábitat y distribución
El área de distribución natural de Opuntia maxima es desconocido. Se encuentra en México y crece en el sur de Europa.

## Especie invasora en España
Debido a su potencial colonizador y constituir una amenaza grave para las especies autóctonas, los hábitats o los ecosistemas, esta especie ha sido incluida en el Catálogo Español de Especies Exóticas Invasoras, regulado por el Real Decreto 630/2013, de 2 de agosto, estando prohibida en España su introducción en el medio natural, posesión, transporte, tráfico y comercio.

## Taxonomía
Opuntia maxima fue descrita por Phillip Miller y publicado en The Gardeners Dictionary: eighth edition no. 5. 1768.
Etimología
Opuntia: nombre genérico  que proviene del griego usado por Plinio el Viejo para una planta que creció alrededor de la ciudad de Opus en Grecia.
maxima: epíteto latino que significa "la más grande".

Sinonimia
- Cactus decumanus Willd.
- Cactus elongatus Willd.
- Cactus lanceolatus Haw.
- Opuntia alfagayucca Karw. ex Salm-Dyck
- Opuntia amyclaea Ten.
- Opuntia decumana (Willd.) Haw.
- Opuntia elongata (Willd.) Haw.
- Opuntia ficus-indica f. amyclaea (Ten.) Schelle
- Opuntia ficus-indica var. amyclaea (Ten.) A.Berger
- Opuntia ficus-indica var. decumana (Willd.) Speg.
- Opuntia fulvispina Salm-Dyck ex Pfeiff.
- Opuntia lanceolata (Haw.) Haw.[5]